# Buck (film)
Buck è un film documentario statunitense del 2011 diretto da Cindy Meehl.